# Рогульський Георгій Михайлович
Гео́ргій Миха́йлович Рогу́льський (1917—1985) — спортивний організатор радянських часів.

## З життєпису
Народився 1917 року у Києві.
Учасник Другої світової війни.
Протягом 1945—1953 років — голова Комітету у справах фізичної культури при виконкомі Московської міської ради.
Від 1954 року — заступник голови Комітету по фізичній культурі та спорту при Раді Міністрів СРСР.
Був заступником голови організаційного колмітету підготовки «Олімпіади-80».
Очолював чимало делегацій радянських спортсменів на міжнародних турнірах.
Помер 1985 року, похований в Москві на Кунцевському кладовищі.
Знімався в короткометражному документальному фільмі 1955 року «Радянські гімнасти».

### Нагороди
- орден Червоної Зірки (1947)
- орден Вітчизняної війни 1-го ступеню (1985).